# Kamjanka (Basawluk)
Die Kamjanka (ukrainisch Кам'янка; russisch Каменка Kamenka) ist ein rechter Nebenfluss des Basawluk mit einer Länge von 88 km.
Sie entwässert ein Einzugsgebiet von 1750 km² und hat ein Gefälle von 1,6 m/km.

## Verlauf
Sie entspringt bei Tscherwonyj Orlyk (Червоний Орлик) im Südwesten des Rajon Krynytschky, durchfließt den Westen der ukrainischen Oblast Dnipropetrowsk und mündet bei Ust-Kamjanka (Усть-Кам'янка) im Rajon Apostolowe westlich von Pokrow in den Basawluk, der wiederum einige Kilometer später in den zum Kachowkaer Stausee angestauten Dnepr mündet.

## Tokiwsker Wasserfall
Die Kamjanka bildet kurz vor ihrer Mündung bei der Ansiedlung Tokiwske (То́ківське) einen etwa 6 m hohen Wasserfall .

## Nebenflüsse
Die größten Nebenflüsse der Kamjanka sind die bei dem Dorf Kamjanka (Кам'янка) von links zufließende 42 km lange Schowtenka (Жовтенька), die ein Einzugsgebiet von 293 km² hat, und die 16 km lange bei Mychajlo-Sawodske (Михайло-Заводське) der Kamjanka von rechts zufließende Woschywa (Вошива), die ein Einzugsgebiet von 160 km² besitzt.

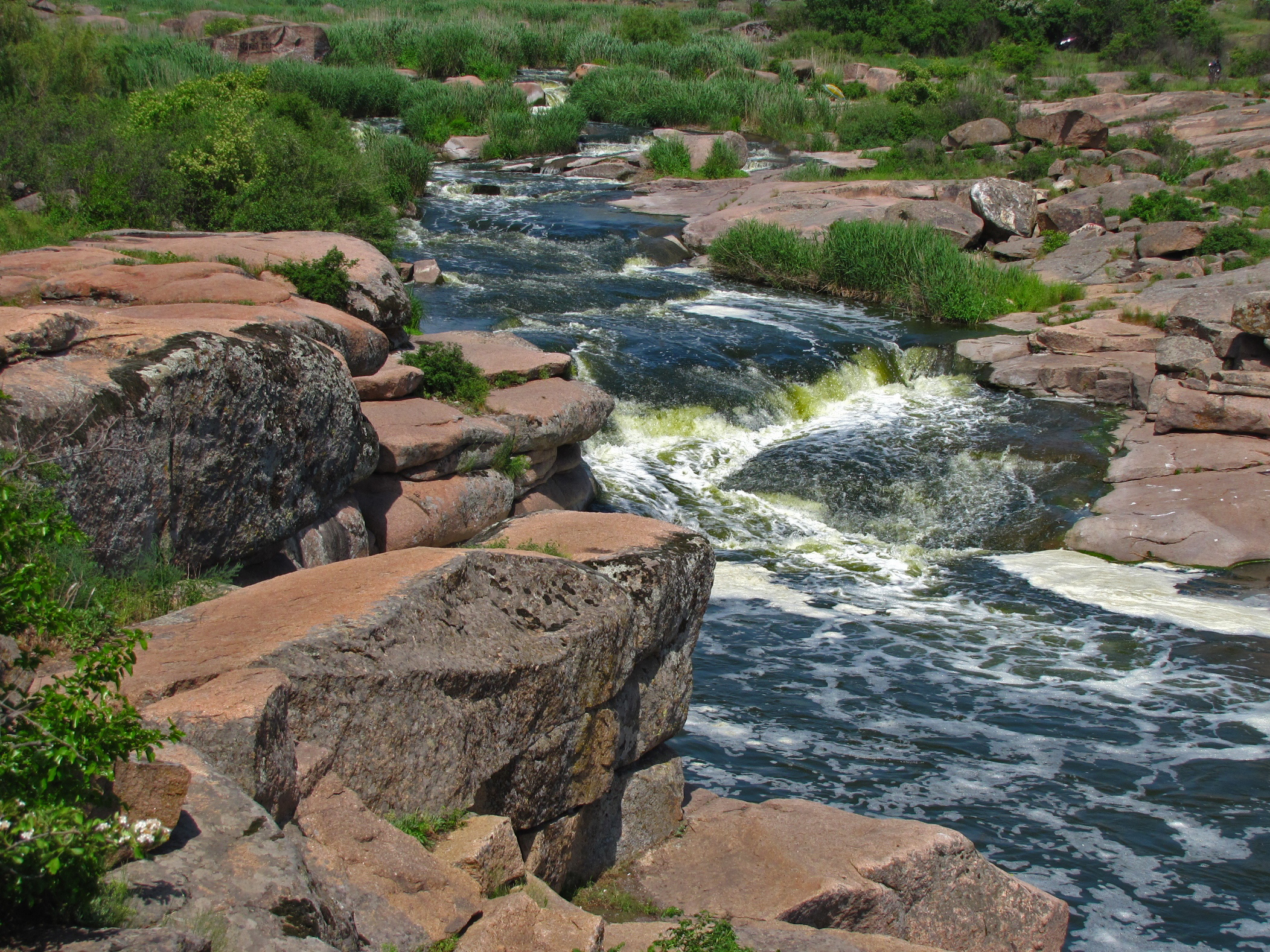
Der Tokiwsker Wasserfall

| Quelle |

| Mündung |

| Dnipro |